# Teruo Higa
Teruo Higa (jap. 比嘉照夫 Higa Teruo; ur. 28 grudnia 1941 na Okinawie) – biolog japoński, absolwent University of the Ryukyus (Ryūkyū Daigaku). 
W 1982 uzyskał tytuł profesora na macierzystej uczelni. Prowadził prace badawcze nad mikroorganizmami, które doprowadziły do powstania technologii EM. Mieszanka EM składa się z około 80 gatunków mikroorganizmów wyselekcjonowanych ze środowiska naturalnego. Wspiera zdrowy wzrost roślin niezależnie od ich rodzaju. Teruo Higa jest międzynarodowym konsultantem w zakresie technologii EM. 
Założona przez niego fundacja EMRO angażuje się w realizację wielu programów dotyczących ochrony środowiska na całym świecie. Profesor Higa jest przewodniczącym Międzynarodowego Komitetu Promocyjnego Rolnictwa Naturalnego, dyrektorem generalnym Fundacji na rzecz Ochrony Środowiska Naturalnego Ziemi, przewodniczącym Światowej Organizacji na rzecz Pokoju, głównym konsultantem naukowym Japońskiego Stowarzyszenia Producentów Kwiatów oraz głównym konsultantem Stowarzyszenia na rzecz Oczyszczenia Zasobów Wodnych Japonii. 
Jest autorem książki pt. „Biseibutsu no nōgyō-riyō to kankyō-hozen” („Mikroorganizmy: ich zastosowanie do celów rolnych i ekologicznych”) opublikowanej przez Wydawnictwo Nobunkyo w 1991. Wydana w Polsce „Rewolucja w ochronie naszej planety” zawiera historię odkrycia EM i jest swoistym credo autora.
W 2003 gościł w Polsce na XXVIII Międzynarodowym Sympozjum Mikrobiologicznym w Rogowie na zaproszenie Pawła Zajączkowskiego.
Od 2007 profesor emerytowany.